# Шпирюк, Юрий Юрьевич
Ю́рий Ю́рьевич Шпирю́к (род. 20 мая 1970, Хабаровск, СССР) — советский и российский футболист, полузащитник; тренер.

## Клубная карьера
Воспитанник хабаровского футбола. Начал играть в 1987 году в местном «СКА» во Второй лиге чемпионата СССР. В 1992 году перешёл в клуб Высшей лиги «Океан». Летом 1995 года был вынужден уйти из клуба из-за невыполнения руководством пунктов контракта и подписал контракт с владивостокским «Лучом». С 1997 года играл за различные клубы Второго дивизиона. Завершил карьеру в «Океане».
В Высшей лиге провёл 49 матчей, забил четыре мяча.

## Тренерская карьера
С 2011 году стал тренером второй команды «СКА-Энергии», в 2016 году вошёл в тренерский штаб основной команды, с октября 2022 года по март 2024 года — главный тренер «СКА-Хабаровска-2». 18 июня 2024 года вошёл в тренерский штаб Дмитрия Воецкого в «СКА-Хабаровске», став старшим тренером.

## Достижения
- Серебряный призёр зоны «Восток» Второго дивизиона (2): 1997, 2005
- Бронзовый призёр зоны «Восток» Второго дивизиона: 2006